# Serge Saulnier

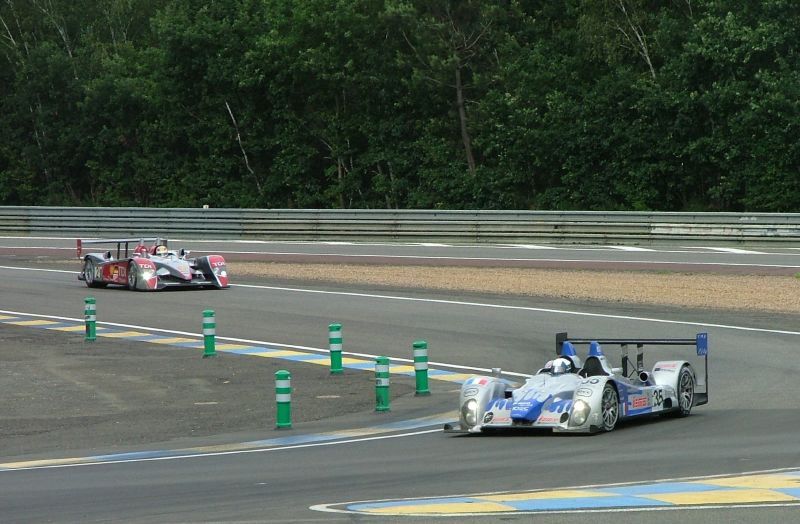
Der Saulnier-Racing-Courage LC75 (rechts vorne), gefahren von Jacques Nicolet, Alain Filhol und Bruce Jouanny, beim 24-Stunden-Rennen von Le Mans 2007

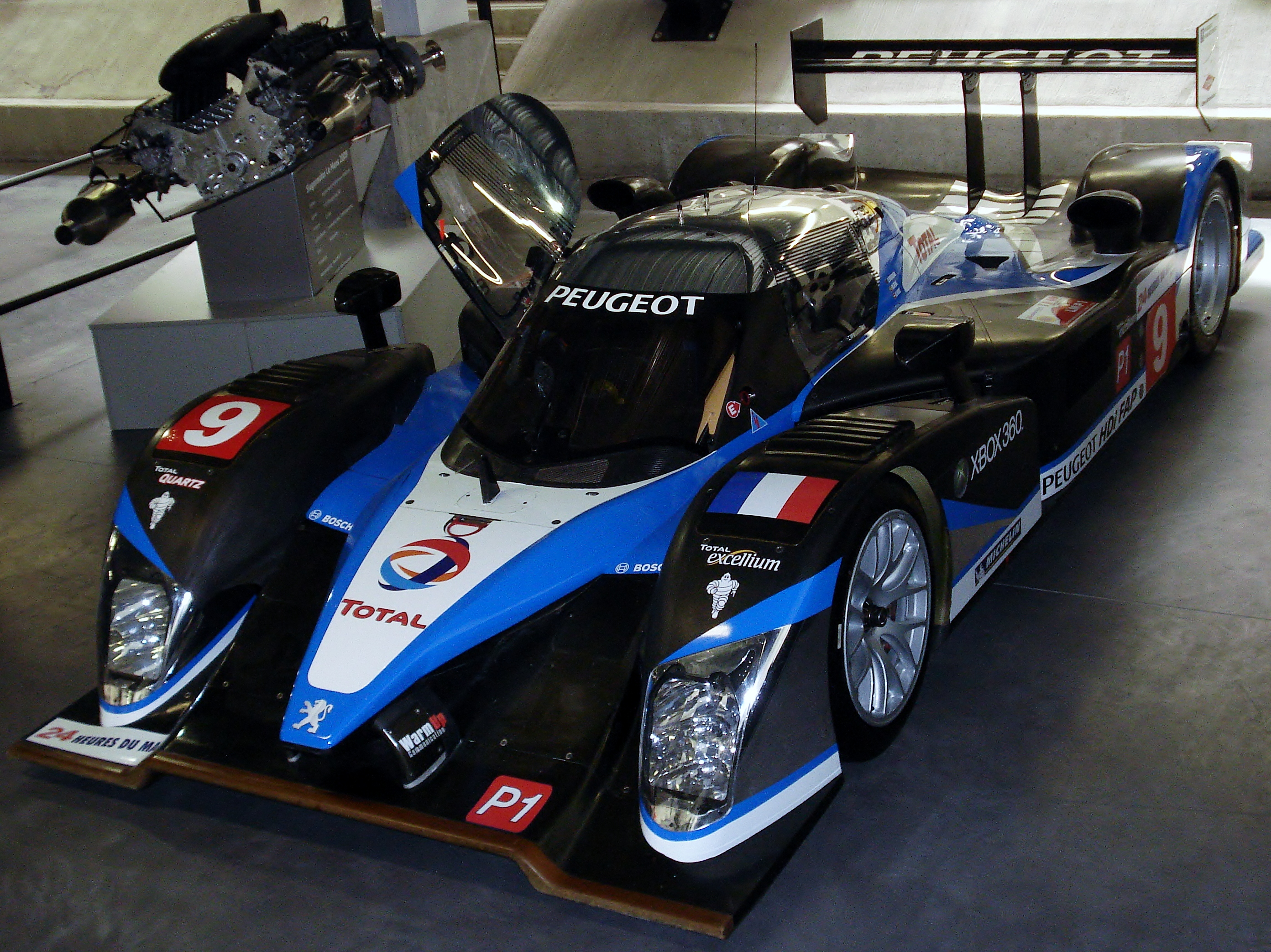
Peugeot 908 HDi FAP mit der Startnummer 9; der Siegerwagen des 24-Stunden-Rennens von Le Mans 2009

Serge Saulnier (* 27. Oktober 1952 in Châlons-en-Champagne) ist ein französischer Motorsportfunktionär, ehemaliger Rennstallbesitzer und Autorennfahrer.

## Karriere als Rennfahrer
Serge Saulnier kam Anfang der 1970er-Jahre erstmals mit dem Motorsport in Berührung. Er arbeitete von 1971 bis 1973 als Mechaniker für Jacques Laffite, der 1972 die französische Formel-Renault-Meisterschaft und 1973 die Formel-3-Meisterschaft Frankreichs gewann.
1974 begann er seine eigene Rennkarriere. Er fuhr in der Formel Renault und erreichte in den Europameisterschaften 1976 (Gesamtsieger Didier Pironi) den achten und 1977 (Gesamtsieger Alain Prost) den sechsten Endrang.
Dreimal war er als Fahrer beim 24-Stunden-Rennen von Le Mans. Immer für Welter Racing, das Team von Gérard Welter. Welter war Fahrzeug-Designer bei Peugeot und bekam für seine Rennmannschaft logistische und finanzielle Unterstützung vom Kraftfahrzeughersteller aus Sochaux. Saulnier fuhr 1979, 1980 und 1981 für Welter in Le Mans. 1979 wurde er gemeinsam mit Max Mamers und Jean-Daniel Raulet im WM P79 14. in der Gesamtwertung und gewann die GTP-Klasse.

## Rennstallbesitzer und Motorsportfunktionär
1981 gründete Serge Saulnier ein eigenes Rennteam. Aus Promatecme wurde 19 Jahre später Saulnier Racing. Das Team war lange im Monopostosport engagiert. 2001 gewann das Team mit Ryō Fukuda als Fahrer die französische Formel-3-Meisterschaft. 1999 fuhr Jenson Button für das Team in der Britischen Formel-3-Meisterschaft, beendete die Saison an der dritten Stelle der Gesamtwertung und wurde Rookie of the Year.
Während seiner Zeit als Fahrer für Welter Racing, hatte Saulnier erste Kontakte zu Vorständen und Eigentümern von Peugeot geknüpft. Im September 2006 wurde er zum Teamchef von Peugeot Sport berufen und war damit für die gesamten Motorsportaktivitäten von Peugeot verantwortlich. Unter seiner Führung gewann das Langstreckenteam mit dem Peugeot 908 HDi FAP die Le Mans Series 2007 und erreichte 2009 mit dem Gesamtsieg in Le Mans das vom Vorstand definierte Ziel der Rennaktivitäten. Peugeot feierte mit den Fahrerteams David Brabham/Marc Gené/Alexander Wurz und Franck Montagny/Sébastien Bourdais/Stéphane Sarrazin einen Doppelsieg.
Sein eigenes Team hatte er Ende 2006 an seinen Freund Jacques Nicolet verkauft, der daraus 2007 OAK Racing machte. Im Februar 2010 trat Serge Saulnier als Teamchef von Peugeot Sport zurück und wurde Geschäftsführer des Circuit de Nevers Magny-Cours. 

## Statistik

### Le-Mans-Ergebnisse
| Jahr | Team          | Fahrzeug  | Teamkollege         | Teamkollege        | Platzierung             | Ausfallgrund |
| ---- | ------------- | --------- | ------------------- | ------------------ | ----------------------- | ------------ |
| 1979 | WM A.E.R.E.M. | WM P79    | Max Mamers          | Jean-Daniel Raulet | Rang 14 und Klassensieg |              |
| 1980 | WM Esso       | WM P79/80 | Jean-Louis Bousquet | Denis Morin        | Ausfall                 | Unfall       |
| 1981 | WM A.E.R.E.M  | WM P79/80 | Thierry Boutsen     | Michel Pignard     | Ausfall                 | Unfall       |